# قائمة كونتات فلاندرز

شعار كونتات الفلاندرز.

كونت الفلاندرز كان حاكم أو الحاكم الفرعي لمقاطعة فلانديرز، بدءاً من القرن 9 الميلادي. وقد حمل اللقب لفترة الإمبراطور الروماني المقدس وملك إسبانيا وخلال الثورة الفرنسية في عام 1790 تم ضم مقاطعة فلاندرز إلى فرنسا. وفي القرن ال19 خصصت بلجيكا اللقب ومنحته مرتين لأبناء الملك البلجيكي الصغار. توفي آخر حامل للقب في عام 1983.

## قائمة كونتات الفلاندرز

### أسرة فلاندرز
- بلدوين الأول، ذراع الحديدي (حكم عقد 860-879)، تزوج من جوديث من فرنسا ابنة شارل الأصلع، ملك فرنسا.
- بلدوين الثاني الأصلع (حكم 879 - 918) ابن بلدوين الأول وجوديث.
- أرنولف الأول الكبير (حكم 918 - 964) ابن بلدوين الثاني.
- بلدوين الثالث (حكم 958 - 962) ابن أرنولف الأول.
- أرنولف الثاني (حكم 964 - 988) ابن بلدوين الثالث.
- بلدوين الرابع الملتحي (حكم 988 -1037) ابن أرنولف الثاني.
- بلدوين الخامس من ليل (حكم 1037 - 1067) ابن بلدوين الرابع.
- بلدوين السادس (حكم 1067 - 1070) ابن بلدوين الخامس.
- أرنولف الثالث (حكم 1070 - 1070) ابن بلدوين السادس.
- روبرت الأول (حكم 1071-1093) ابن بلدوين الخامس.
- روبرت الثاني (حكم 1093-1111) ابن روبرت الأول.
- بالدوين السابع (حكم 1111 -1119) ابن روبرت الثاني.

### أسرة إستردين
- شارل الأول الطيب (حكم 1119 - 1127) هو ابن عم بلدوين السابع.

### أسرة نورماندي
- ويليام الأول كليتو (حكم 1127 - 1128) هو حفيد الأكبر لـ بلدوين الخامس، عين من قبل لويس السادس.

### أسرة الألزاس
- تييري (حكم 1128 - 1168) حفيد الأكبر لـ روبرت الأول، اعترف به لويس السادس.
- فيليب الأول (حكم 1168 - 1191) هو ابن تييري.
- مارغريت الأولى (حكمت 1191 - 1194) هي ابنة تييري، حكمت مع زوجها بلدوين من هينو.

### أسرة فلاندرز
- بلدوين الثامن (حكم مع زوجته 1191 - 1194) حفيد الأكبر الأكبر لـ بلدوين السادس، وأيضا كونت هينو.
- بلدوين التاسع (حكم 1194 - 1205) هو ابن بلدوين الثامن ومارغريت الأولى، وأيضا إمبراطور القسطنطينية.
- جوان الأولى (حكمت 1205 - 1244) هي ابنة بلدوين التاسع، حكمت مع أزواجها:
  - فرناندو من البرتغال (حكم 1212 - 1237).
  - توماس من بيدمونت-سافوي (حكم 1237 -1244).
- مارغريت الثانية (حكمت 1244 - 1278) شقيقة جوان الأولى، تزوجت من بورشار الرابع من أفيسنيس ثم ويليام من دامبير، حكمت مع أبناءها ويليام الثالث من دامبير (حكم 1247 - 1251) وغي من فلاندرز (حكم 1251 - 1305).

في عام 1244 ادعى ابن مارغريت جان الأول من أفيسنيس المقاطعات فلاندرز وهينو، ومع ذلك في 1246 منح لويس التاسع مقاطعة لأخيه الغير شقيق ويليام.

### أسرة دامبير
- ويليام الأول (حكم 1247 -1251) هو ابن مارغريت الثانية ويليام الثالث من دامبير.
- غي (حكم 1251 - 1305) شقيق ويليام الأول.
- روبرت الثالث (أسد فلاندرز) (حكم 1305 - 1322) ابن غي.
- لويس الأول (حكم 1322 - 1346) حفيد روبرت الثالث.
- لويس الثاني (حكم 1346 - 1384) ابن لويس الأول.
- مارغريت الثالثة (حكمت 1384 - 1405) ابنة لويس الثاني، حكمت باشتراك مع زوجها فيليب الثاني.

### أسرة فالوا-بورغندي
- جان الجسور (حكم 1305 - 1419) ابن مارغريت الثالثة وفيليب الثاني.
- فيليب الثالث الطيب (حكم 1419 - 1467) ابن جان.
- شارل الثاني الجريء (حكم 1467 - 1477) ابن فيليب الطيب.
- ماري الثرية (حكمت 1477 - 1482) ابنة شارل الجريء، حكمت مع زوجها ماكسيمليان الأول.

### أسرة هابسبورغ
- فيليب الرابع الوسيم (حكم 1482-1506) ابن ماري وماكسيميليان.
- شارل الثالث (حكم 1506-1555) ابن فيليب الرابع، أيضا إمبراطور روماني مقدس (كـ كارل الخامس) وملك اسبانيا (كـ كارلوس الأول).

أعلن شارل الثالث توحيد فلاندرز مع مقاعد في مجلس اللوردات من البلدان المنخفضة في اتحاد شخصي من خلال مرسوم عملي عام 1549، عندما انقسمت الإمبراطورية هابسبورغ بين ورثة شارل الثالث، والبلدان المنخفضة، بما في ذلك فلاندرز، وذهب إلى فيليب الثاني ملك إسبانيا من الفرع الإسباني من آل هابسبورغ.
- فيليب الخامس (حكم 1555-1598) ابن شارل الثالث، أيضا ملك إسبانيا كـ فيليب الثاني.
- إيزابيلا كلارا يوجينيا (حكم 1598-1621) ابنة فيليب الثاني، بالاشتراك مع زوجها ألبرت، أرشيدوق النمسا.
- فيليب السادس (حكم 1621-1665) حفيد فيليب الخامس، أيضا ملك إسبانيا كـ فيليب الرابع.
- شارل الرابع (حكم 1665-1700) ابن فيليب الرابع، أيضا ملك إسبانيا كـ شارل الثاني.
- فيليب السابع ( بوربون ) (حكم 1700-1706) حفيد الأكبر فيليب الرابع.

بين 1706 و 1714، تعرضت فلاندرز لغزو من قبل الإنجليز والهولنديين خلال حرب الخلافة الإسبانية، وفي عام 1713، معاهدة أوترخت حلت معظم الخلاف، ذهبت مقاطعة فلاندرز للفرع النمساوي من آل هابسبورغ.
- شارل الخامس (حكم 1714-1740)، حفيد فيليب الخامس، أيضا إمبراطور روماني مقدس (المنتخب).
- ماريا تيريزا (حكمت 1740-1780) ابنة شارل الخامس، بالاشتراك مع زوجها:
  - فرانسيس الأول (حكم 1740-1765).
- جوزيف الأول (حكم 1780-1790) ابن ماريا تيريزا وفرانسيس الأول.
- ليوبولد (حكم 1790-1792) ابن ماريا تيريزا وفرانسيس الأول.
- فرانسيس الثاني (حكم 1792-1835) ابن ليوبولد، أيضا أخر إمبراطور روماني مقدس.

تم إلغاء لقب بحكم الأمر الواقع بعد فرنسا الثورية ضمها عليها في 1795، تخلى الإمبراطور فرانسيس الثاني عن مطالبه في البلدان المنخفضة من خلال معاهدة كامبو فورميو في 1797، وظلت المنطقة جزءاً من فرنسا حتى نهاية الحروب النابليونية.

## العصر المعاصر

### أسرة ساكس كوبورغ وغوتا
في العصر الحديث، من 1840 فصاعدا، اللقب تم منحه لابن الأصغر لـ ملوك بلجيكا، توفي الثاني في عام 1983، ولن يمنح اللقب مرة أخرى لأحد.
- الأمير فيليب، كونت فلاندرز ، نجل الملك ليوبولد الأول (1840-1905).
- الأمير شارل، كونت فلاندرز ، نجل الملك ألبرت الأول (1910-1983).

### أسرة بوربون
- فيليب السادس ، ملك إسبانيا.

لقب كونت فلاندرز هو واحد من ألقاب التاج الإسباني .